# Congrés Obrer de 1865
El Congrés Obrer de 1865 fou celebrat a Barcelona entre el 24 i el 26 de desembre de 1865 i fou de fet el primer congrés obrer celebrat a Espanya.  Hi van assistir uns 300 delegats d'entre 22 i 40  societats obreres catalanes.

## Antecedents
Després del bienni progressista (1854-1856) les societats obreres van ser prohibides, encara que algunes van continuar existint a la clandestinitat. Va haver alguna iniciativa d'abordar la qüestió social per part de membres i simpatitzants del Partit Progressista a Catalunya com la fundació el 1862 de l'Ateneu Català de la Classe Obrera. La situació va canviar el 1864 quan el capità general de Catalunya, el general Domingo Dulce i Garay, va permetre de fet el funcionament de les societats obreres, cosa que va obrir un període de llibertat, durant el qual van aparèixer dos diaris de certa importància, El Obrero i La Asociación.
D'El Obrero, dirigit per Antoni Gusart i Vila, va partir la idea de celebrar un Congrés a Barcelona per coordinar les societats obreres existents. Els seus redactors pensaven que el congrés serviria per «impulsar el moviment cooperador, que implantat a Anglaterra alguns anys enrere, s'ha estès amb ràpid vol per totes les nacions europees». El congrés fou convocat en l'edició de 3 de setembre de 1865 amb la intenció de debatre la conveniència de constituir una federació de les societats obreres i sobre els beneficis de les cooperatives.

## Desenvolupament
Presidit per Gusart i per diversos membres de la redacció d'El Obrero, l'ordre del dia constava dels tres punts següents proposats per El Obrero:
| « | 1r. L'associació pot redimir el proletari i tornar a l'obrer la llibertat d'acció que li manca? En cas afirmatiu, quina és la marxa que han de seguir les societats per evitar, tant com sigui possible, el malestar de la classe obrera, ja que fins a l'actualitat no ha millorat llur situació? 2n. Les societats cooperatives, quins avantatges reporten als associats i quines probabilitats tenen de bon èxit? 3r. Seria convenient establir una federació per al millor èxit en les operacions i que servís de base a la marxa progressiva de les societats? | » |

El primer acord important que es va assolir va ser la formació d'una federació de societats obreres i de centres obrers en aquells llocs on hi hagués més d'una societat, de la qual seria l'òrgan oficial El Obrero. Un dels seus objectius seria propagar «la pràctica de les societats cooperatives». El segon va ser dirigir una petició al Govern perquè es reconegués la llibertat d'associació, «ja que totes les exposicions que han estat dirigides a les Corts han estat altres tantes pedres llençades en un avenc profund». L'«Exposició» va ser publicada a El Obrero el 7 de gener de 1866, amb Gusart com a primer signant, al que seguien, Ramon Cartañá, Miquel Martorell, Maties Fuster, Josep Morera, Josep Espinal i Josep Roig. En l'escrit es deia, entre d'altres, el següent:
| « | Si l'associació de capitals ha donat a la classe mitjana la preponderància que avui gaudeix, els efectes dels quals es desprenen de la sàvia llei del progrés, la classe materialment productora ha d'arribar al lloc que li correspon com a part integrant de la nació; no hi pot haver cap dubte que la unió i la solidaritat que comporta l'associació és la que l'ha de conduir a l'assoliment d'un dret tan just. [...] Les condicions a què actualment està subjecta la nostra classe són en extrem vexatòries; l'escassetat de salari, la càrrega pesada d'un treball insuportable a la nostra força física, disminueixen d'una manera considerable la robustesa del braç productor i centenars dels nostres germans moren demacrats pel dolor a la meitat de la seva existència. | » |

El Congrés Obrer també es va pronunciar a favor de la constitució d'una federació de societats obreres amb la finalitat de protegir els associats, però mantenint l'autonomia de les societats membres. El centre de la federació hauria d'estar a Barcelona i estarà compost pels dirigents de les diferents societats i l'òrgan de la Federació serà El Obrero.

## Resultat
Al final del congrés enviaren al president de govern espanyol, Leopoldo O'Donnell, l'escrit demanant la llibertat per a les associacions obreres. El govern va respondre processant Gusart, qui el juliol de 1866 fou deportat a les Illes Canàries sota l'acusació de conspirar contra Isabel II d'Espanya. Això va impedir la consolidació d'una organització que federés totes les societats obreres d'àmbit català o estatal.
Fins al 13 de desembre de 1868 no se celebrà un nou congrés amb aquesta finalitat.